# Treatia
Treatia es un género de ácaros perteneciente a la familia Otopheidomenidae.

## Especies
Treatia Krantz & Khot, 1962
- Treatia ageneia (Treat, 1965)
- Treatia antillea (Treat, 1965)
- Treatia antilleus (Treat, 1965)
- Treatia ghaiguptaorum Zhang, 1995
- Treatia indica Krantz & Khot, 1962
- Treatia parvula (Treat, 1965)
- Treatia sabbatica (Treat, 1965)